# Самуэльссон, Эвелина
Эвелина Луиза Самуэльссон (швед. Evelina Louise Samuelsson; 14 марта 1984, Мерста, лен Стокгольм, Швеция) — шведская хоккеистка, игравшая на позиции левого нападающего. С 1999 по 2005 год играла за клуб АИК. В сезоне 2016/17 выступала в команде «Ханинге Анкорс». Игрок национальной сборной Швеции, сыгравшая 72 международных матча. Бронзовый призёр зимних Олимпийских игр 2002 и чемпионата мира 2005. Многократный призёр чемпионата Швеции. Завершила карьеру хоккеистки из-за травмы паха.

## Биография
Эвелина Самуэльссон родилась в Мерста, лен Стокгольм. Она начала заниматься хоккеем вместе с мальчиками в команде «Арланда», расположенной за пределами Стокгольма. Самуэльссон стала первой девочкой, которая сумела пройти отбор в команду. Позже она начала также выступать в женском клубе АИК. В 15 лет Самуэльссон была назначена капитаном юношеской команды «Арланда». Тренер Ханс Андерссон отмечал высокую психологическую устойчивость Самуэльссон. В составе АИКа Эвелина трижды играла в финале чемпионата Швеции, все из которых завершились победой команды «Мелархёйден/Бреденг». В 16-летнем возрасте она дебютировала в сборной Швеции. Эвелина выступала на чемпионате мира 2000 в Миссиссоге. Она сыграла в пяти играх турнира, в которых не отметилась результативными действиями. На следующем мировом первенстве Эвелина стала лучшим ассистентом и бомбардиром сборной Швеции. В сезоне 2001/02 она готовилась сыграть на своей первой Олимпиаде. 17-летняя Самуэльссон вошла в окончательный состав сборной. Она вместе с вратарём Ким Мартин сыграла решающую роль в успехе национальной команды на турнире. В матче за 3-е место против сборной Финляндии Эвелина забросила две шайбы, вторая из которых принесла сборной Швеции бронзовые медали Олимпиады.
После Олимпийских игр 2002 у Самуэльссон начались проблемы с пахом. В сезоне 2002/03 она практически не играла за сборную Швецию. После завершения сезона Эвелина прервала свою карьеру на год. Она возобновила тренировки в сезоне 2004/05. Самуэльссон стала лучшим бомбардиром АИКа в финальном раунде чемпионата Швеции. Она вновь получила приглашение в сборную страны. Эвелина сыграла чемпионате мира 2005, на котором не сумела отметиться результативностью. После окончания турнира Самуэльссон завершила свою игровую карьеру из-за травмы. Спустя 12 лет, в 2017 году, она решила возобновить карьеру. Самуэльссон присоединилась к команде «Ханинге Анкорс» из первого дивизиона чемпионата Швеции для игры в квалификационном турнире за выход в главную национальную лигу. Она отметилась одной результативной передачей в 7-ми играх турнира, который «Ханинге» закончил на последнем месте. После сезона 2006/07 Самуэльссон больше не принимала участия в хоккейных матчах.

## Стиль игры
Самуэльссон отличалась ловкостью, техничностью и быстротой. По мнению специалистов, свои небольшие габариты она компенсировала отличным уровнем катания. При этом Эвелина не уклонялась от единоборств на площадке. Самуэльссон действовала с повышенной концентрацией во время игр и тренировок.

## Статистика
| Легенда | Легенда                    | Легенда | Легенда                   | Легенда | Легенда    |
| ------- | -------------------------- | ------- | ------------------------- | ------- | ---------- |
| И       | Количество проведённых игр | Штр     | Штрафное время            | +/−     | Плюс-минус |
| Г       | Голы                       | П       | Голевые передачи          | О       | Очки       |
| -       | Статистика неизвестна      | —       | Статистика не учитывалась |         |            |

### Клубная
- a В «Плей-офф» учитывается статистика игрока в Квалификационном турнире.

### Международная
По данным: Eurohockey.com и Eliteprospects.com

## Достижения
Командные
| Год              | Команда | Достижение                              | Достижение |
| ---------------- | ------- | --------------------------------------- | ---------- |
| Клубные          |         |                                         |            |
| 2000, 2001, 2003 | АИК     | Серебряный призёр чемпионата Швеции (3) |            |
| 2002             | АИК     | Бронзовый призёр чемпионата Швеции      |            |
| Международные    |         |                                         |            |
| 2002             | Швеция  | Бронзовый призёр Олимпийских игр        |            |
| 2005             | Швеция  | Бронзовый призёр чемпионата мира        |            |

- По данным Eliteprospects.com.